# OK Kontinent
OK Kontinent är en orienteringsklubb i Trelleborg. Klubben arrangerar nybörjarträning för både barn och vuxna varje vecka. 2005 hade OK Kontinent cirka sextiotal aktiva medlemmar i åldrarna 6–55 år.